# Piraterie

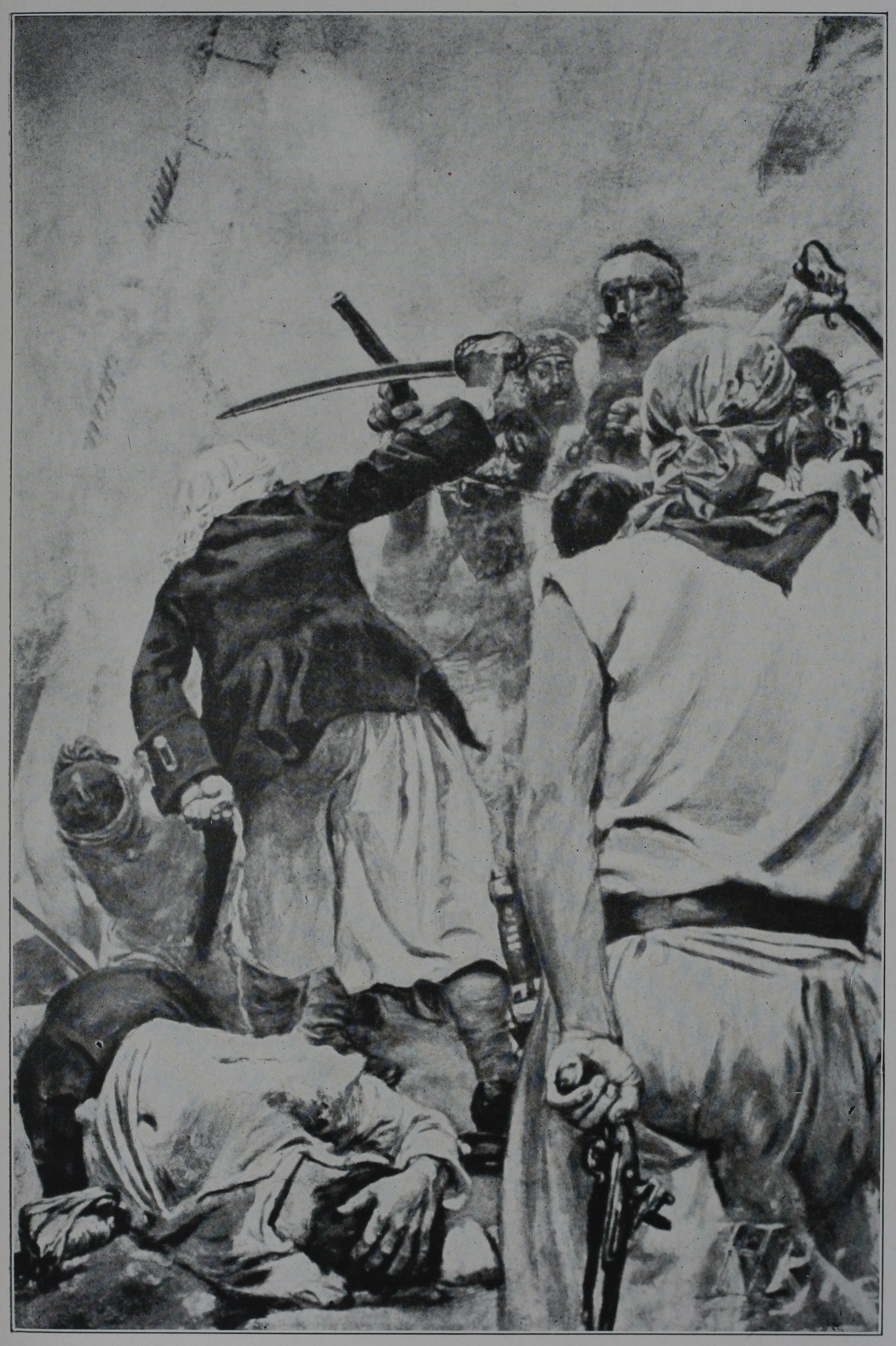
Atacul unei corăbii de către pirați

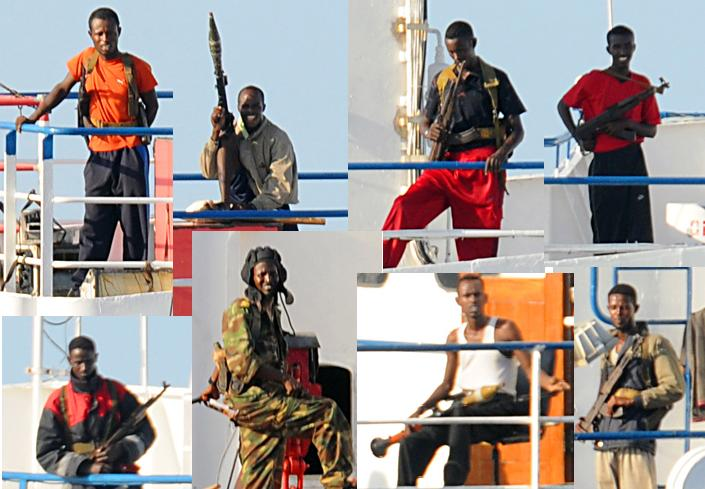
Pirați contemporani din Somalia

Pirateria este o infracțiune care constă în jefuirea, prin acte de violență, în scopuri personale, săvârșită de către echipajul sau pasagerii unei nave, împotriva persoanelor sau bunurilor care se găsesc pe acea navă ori împotriva altei nave, dacă navele se află în marea liberă sau într-un loc care nu este supus nici unui stat. Termenul provine din limbajul navigatorilor, insemnând tâlhării sau jafuri pe mare. Cei care aveau această îndeletnicire erau numiți pirați, hoți de mare. Pirații nu erau afiliați, în mod oficial, nici unui guvern spre deosebire de corsari, aceștia din urmă practicând o activitate legală autorizată de guverne, până în secolul XIX, când a fost scoasă în afara legii.

## Etimologie
Cuvântul provine din limba greacă: πειρατής (peiratés) ce înseamnă „agresor”. Similar găsim termenul în latină pirata  preluat în franceză, pirate (sub aceste denumiri s-a răspândit și în alte limbi). Comerțul pe mare a fost întotdeauna amenințat, drumurile (rutele) pe mare ale corăbiilor cu mărfuri fiind bine cunoscute de pirați.

## Istoric

### Antichitate
Coastele sudice ale Anatoliei (Cilicia, Caria), care, prin configurația lor (golfulețe, mici peninsule), ofereau adăpost tâlharilor mărilor, constituiau baze importante ale piraților antici.
Tucidide ne consemneză că polisurile grecești au organizat în secolele al VIII-lea și în al VII-lea î.Hr. expediții împotriva piraților; primul dintre aceste orașe-stat a fost Corintul, un important centru comercial elen.
În secolul al IV-lea î.Hr., Alexandru Macedon a ordonat acțiuni energice împotriva tâlharilor mărilor, care afectau comerțul imperiului său.
Grecii din Siracuza (cetate grecească de pe coastele Siciliei) au purtat lupte aprige cu etruscii, care atacau chiar și coasteleMării Egee.
Romanii au trebuie să înfrângă vasele piraților ce luptau de partea lui Mitridate al VI-lea Eupator, regele Pontului, cu prilejul războiului împotriva Romei.
Pompei a pacificat Mediterana după ce a atacat zonele infestate de pirați, aceștia vor reapărea în perioada de declin a Imperiului roman (începând cu secolul al III-lea d.Hr.).
Chiar și Iuliu Cezar a fost răpit de pirații cilieni în timp ce se îndrepta spre școala lui Apollonius. După ce a fost plătită recompensa și trimis la Milet, Cezar atacă adăpostul tâlharilor pe care îi capturează cu ajutorul a patru galere de război împrumutate de la legatul Valerius Torquatus. Cum le promisese când se afla în captivitate, viitorul cuceritor al Galiei îi crucifică pe toți.

### Perioada dintre secolele al VIII-lea și al XIX-lea

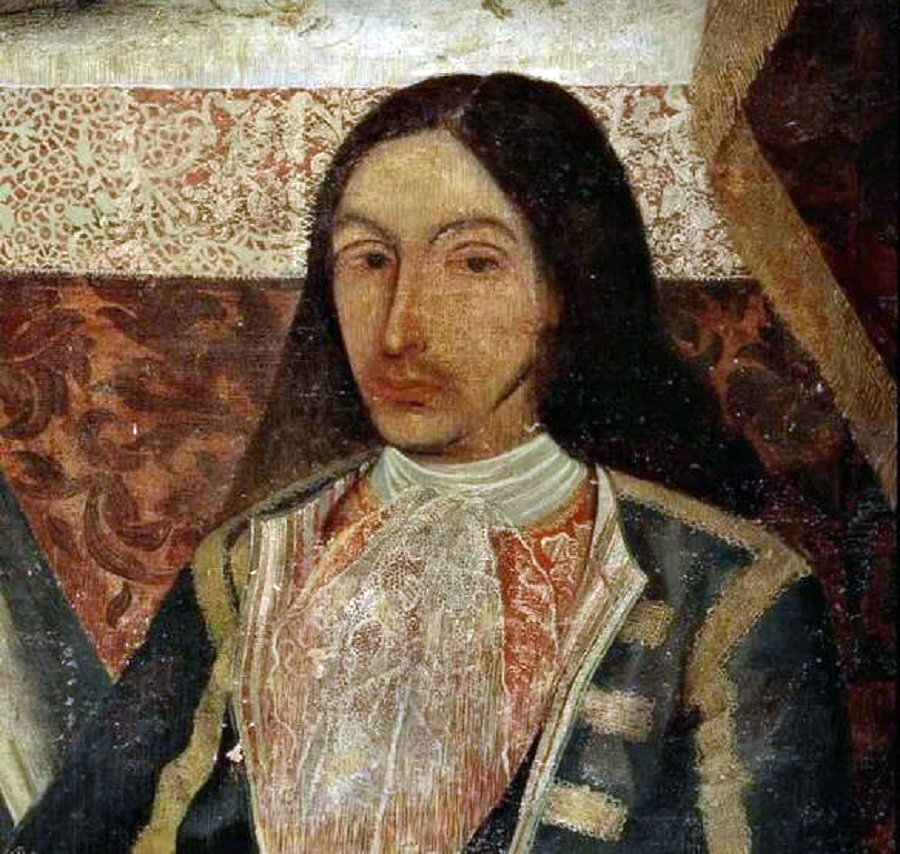
Amaro Pargo a fost unul dintre cele mai renumiți corsari ai epocii.

În 795 vikingii capturează insula Lambey din golful Dublin, de unde vor cuceri jumătate din Irlanda sub conducerea lui Turgerius.
Începând cu secolul al XI-lea, pirații vikingi pustiesc coastele Angliei, Scoției, Franței și Germaniei, ajungând până în Irlanda și chiar Marea Mediterană.
În 912 cuceresc regiunea Normandiei din dorința unor prăzi mai bogate, între timp Hamburgul este incendiat, iar celelalte orașe din nordul Germaniei sunt distruse, ceea ce va duce în secolul al XIII-lea la formarea Ligii Hanseatice.
De asemenea, orașele de coastă ale Angliei se vor organiza în grupări și ligi spre  a-și apăra navele comerciale de raidurile piraților, cea mai cunoscută dintre acestea este Liga celor cinci porturi formată din Hastings, Rommey, Hythe, Dover și Sandwich.
Raidurile piraților nord-africani pe scară întinsă sunt începute de jefuirea a două galere papale de către Arouj „Barbarossa”, fratele cel mare a lui Kheyr-ed-din „Barbarossa”, cel mai măreț pirat algerian (deoarece avea baza în Alger).
Kheyr-ed-din va deveni vasal al sultanului Imperiul otoman, cedându-i Algeria, dar va ramâne beblerbeg al acesteia. Barbarossa va jefui în principal galerele spaniole îngreunate de cantitate uriașa de bogății aduse din coloniile Coroanei Spaniole, care erau țintele preferate a piraților englezi și francezi, dar și-a celor din Caraibe.
Flota otomană, care a apărat coastele sudice ale Franței, sub conducerea lui Francisc I, în timp ce aceasta ataca Sfântul Imperiu Roman, a fost condusă tot de Kheyr-ed-din.
Printre urmașii lui Barbarossa în acest domeniu se numară Dragut (născut în Anatolia, în dreptul insulei Rodos) și Murad Reis. Dragut va ataca Ordinul Cavalerilor Ospitalieri de pe insula Malta, care va reuși să spargă asediu mulțumită Marelui Maestru Valetta.
În secolul XIX, marile baze ale piraților din nordul Africii (Alger, Tunis și Bougie) vor fi atacate de forțele franceze si cucerite, Algeria și Tunisia devenind colonii franceze.
În Caraibe, centre ale pirateriei au fost Port Royal (de pe insula Jamaica) și Île de la Tortue (din Haiti).
În Insulele Canare, se remarcă următoarele: atacurile și jafurile continue ale corului berber, englez, francez și olandez; iar pe de altă parte, prezența piraților și a corsarelor din acest arhipelag, care au făcut incursiunile lor în Caraibe. Printre corsarele născute în arhipelag se numără mai presus de toate Amaro Pargo, pe care monarhul Filip al V-lea al Spaniei a beneficiat frecvent în incursiunile sale comerciale și corsarele.
Insula La Blanquilla (din Venezuela) se afla în afara majorității rutelor comerciale, ceea ce o transforma într-o ascunzătoare perfectă pentru pirații care se temeau de “brațul lung al legii” din Bahamas și Martinica. În secolul al XVIII-lea, piratul “Black Sam” Bellamy și-a amplasat tabăra aici. Se pare că nu i-a purtat noroc pentru că nava sa, “The Whydah”, s-a scufundat lângă Cape Cod, câteva luni mai târziu. Epava a fost găsită abia în 1984.
Insula Roatan este înconjurată de recifuri abrupte și canale superficiale, inaccesibile vaselor mari, comerciale. Astfel, simțindu-se în siguranța, nu mai puțin de câteva sute de pirați s-au adăpostit aici, inclusiv pirații legendari Laurens de Graff și Henry Morgan. De aici, ei au putut ataca galioane spaniole care transportau porțelanuri din Asia și argint din Peru. Conform unor zvonuri, vânătorii de comori ar fi găsit o parte din averea lui Henry Morgan pe aceasta insula, in anii ’60, iar cealaltă parte înca și-ar mai aștepta noul proprietar.
Localizarea arhipelagului Cayman în mijlocul canalului dintre Mexic și Cuba l-a transformat în baza perfecta pentru grupurile de pirați. Insulele exploatează istoria lor în piraterie printr-un festival anual care are loc în noiembrie – “Saptămâna Piraților”.
Henry Morgan, Francis L’Ollonais și Pierre LeGrand s-au stabilit la Tortuga (din Haiti) pentru perioade mai lungi de timp. Fluxul de pirați a început în jurul anului 1630. Ei atacau galioanele spaniole care transportau, de data aceasta, mătăsuri și condimente din China.
În timpul „vârstei de aur” a pirateriei, insula Saint Croixera abandonată, un petic de hartă nerevendicat de vreun stat, era perfectă pentru un adăpost temporar al piraților. În 1717, piratul John Martel și echipajul său au fost masacrați aici de un mercenar britanic. Supraviețuitorii au fost abandonați pe insulă și au fost cât pe ce să moară de foame. Ulterior, au fost găsiți încă în viață de către alte vapoare piraterești și au fost duși pe Virgin Gorda.
Insula Virgin Gorda are o linie neregulată a țărmului, plină de golfulețe. Printre cei care s-au ascuns aici se numără “Barbă-Neagră” și William “Căpitanul” Kidd. De asemenea, “Black Sam” Bellamy și gașca lui de nelegiuiți au avut tabăra aici, chiar sub nasul unui guvernator britanic.
Insulele Pearl de pe coasta statului Panama a atras lăcomia spaniolilor, printre care și Vasco Nunez de Balboa, datorită bogației sale în perle și aur. Peste câteva decenii, Insulele Pearl au devenit un magnet pentru tot felul de pirați care veneau aici în căutarea bogățiilor. Insula San Jose este una dintre cele mai importante din arhipelag și se afla in mijlocul Golfului Panama, la doar 90 de kilometri de Panama City.
Insula Saint Kitts a fost atacată de francezi, la sfârșitul secolului al XVII-lea, cu ajutorul britanicului William “Căpitanul” Kidd. El a schimbat repede taberele, furând una dintre navele franțuzești. A navigat înspre Marea Britanie, unde a fost întâmpinat ca un erou pentru trădarea francezilor.
Britanicii îi încurajau pe pirați să se stabilească pe insula Port Royal (din Jamaica) și să atace navele spaniole și franțuzești. A funcționat drept cartier general pentru pirați, până în 1692, când un cutremur puternic a scufundat jumătate din oraș, omorând mii dintre locuitori.
La Nassau (pe insula New Providence din Bahamas) există un sat de corturi. Printre aceștia se numără Barbă-Neagră, Anne Bonny sau Calico Jack Rackham. Aceasta a fost prima “republică” piraterească din Caraibe, până când britanicii au trimis un fost pirat cu misiunea de a „curăța” insula. Pănâ în 1725, majoritatea piraților fugiseră.
Multe dintre vasele încarcate cu bogații s-au scufundat, iar unele epave nu au fost încă găsite.
În secolul al XIX-lea, pirateria este scoasă în afara legii, iar oceanele și mările sunt pacificate.